# Rubus parviaraliifolius
Rubus parviaraliifolius är en rosväxtart som beskrevs av Bunzo Hayata. Rubus parviaraliifolius ingår i släktet rubusar, och familjen rosväxter. Inga underarter finns listade i Catalogue of Life.